# 絲原武太郎 (13代)

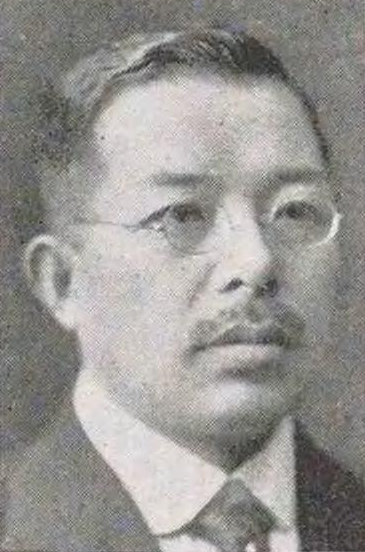
13代 絲原武太郎

13代 絲原 武太郎（いとはら ぶたろう、1879年（明治12年）11月21日 - 1966年（昭和41年）9月4日）は日本の地主、実業家、政治家。鉄師絲原家13代、貴族院多額納税者議員。旧姓・江角、旧名・徳次郎。

## 経歴
島根県出雲郡原鹿村（現出雲市斐川町原鹿）で、地主・江角勝太郎の二男として生まれた。1900年、東京正則中学校を卒業し東京高等商業学校（現一橋大学）に入学したが、1901年に鉄師糸原家12代・絲原武太郎の養子となり中退した。1911年、養父の死去に伴い家督を継承し武太郎を襲名した。
家業の製鉄業を1922年に廃業し、新たな事業として、先代が推進した植林を継続する中で製炭に着目して、島根木炭として関東地方にも出荷した。農業分野では、先代から引き継いだ開墾事業を継続し、また、農事改良組織「絲原農会」を組織して、地主小作間の調整を図り、小作人の技術指導を行った。
金融界では、1911年に八雲銀行頭取に就任し、1916年、松江銀行などと合併して新たな松江銀行が誕生すると頭取に就任。1941年、米子銀行と合併して山陰合同銀行が設立すると取締役となり、1959年から死去するまで会長を務めた。
先代からの願望であった宍道（現松江市）から木次（現雲南市）間の鉄道敷設のため、1914年に私鉄簸上鉄道株式会社を設立して社長に就任し、1916年に営業を実現し、1934年の鉄道省移管まで社長を務めた。
その他、1940年から出雲電気社長を務めたほか、山上生産取締役、山陰新聞社長、島根県農会長、同山林会副会長、同米穀会副会頭、帝国中央畜産会評議員、帝国農会議員などを務めた。政界では、八川村会議員を務め、1925年9月29日、貴族院多額納税者議員に任じられ、1939年9月28日まで二期在任した。

## 親族
- 妻 絲原律（木佐徳三郎五女）[7]
- 長男 絲原義隆[4][7]